# In and Out of Consciousness: The Greatest Hits 1990-2010
In and Out of Consciousness: The Greatest Hits 1990-2010 è il secondo greatest hits del cantante britannico Robbie Williams, dopo la prima raccolta di successi, Greatest Hits, pubblicata nel 2010.

## Descrizione
L'album, pubblicato nel 2010 che ripercorre la carriera solistica di Williams, include 39 tracce suddivise in due CD, con tutti i singoli estratti dai suoi album, pubblicato sotto l'etichetta EMI. Il primo singolo estratto dalla raccolta è Shame, co-scritto ed interpretato assieme al membro dei Take That Gary Barlow. La canzone è la loro prima collaborazione dopo 15 anni dall'uscita di Williams dai Take That.
Oltre a Shame, della raccolta fa parte anche l'inedito Heart and I, scritta sempre con la collaborazione di Barlow. L'album è stato pubblicato dall'8 ottobre 2010, mentre la tracklist e la copertina sono state rese note, attraverso il sito ufficiale del cantante, il 13 luglio 2010. L'immagine della copertina è opera del fotografo Julian Broad, già autore della copertina di Reality Killed the Video Star.
In and Out of Consciousness: The Greatest Hits 1990-2010 è disponibile in diversi formati: due CD in edizione standard, un'edizione deluxe composta da tre CD con rarità e b-side, un'edizione DVD con tutti i videoclip musicali in versione standard e una "ultimate edition" che comprende tutti i tre CD, i due DVD e un terzo DVD bonus con una registrazione live del concerto di Williams del 2005 al Velodrom di Berlino.

## Tracce

### CD 1
1. Shame (feat. Gary Barlow) – 4:01 (Robbie Williams, Gary Barlow)
2. Heart and I – 4:42 (Robbie Williams, Gary Barlow)
3. Morning Sun – 4:06 (Robbie Williams, Danny Spencer, Kelvin Andrews, Françoise Hardy)
4. You Know Me – 4:20 (Robbie Williams, Craig Russo, Brandon Christy)
5. Bodies – 4:02 (Robbie Williams, Danny Spencer, Kelvin Andrews, Richard Scott, Scott Ralph, Don Black)
6. She's Madonna (Radio Edit feat. Pet Shop Boys) – 4:00 (Robbie Williams, Neil Tennant, Chris Lowe)
7. Lovelight – 4:02 (Lewis Taylor)
8. Rudebox (Radio Edit) – 3:47 (Robbie Williams, Danny Spencer, Kelvin Andrews, Bill Laswell, Carl Aiken, William Collins, Sly Dunbar, Robbie Shakespeare)
9. Sin Sin Sin (Single Version) – 4:03 (Robbie Williams, Stephen Duffy, Chris Heath)
10. Advertising Space – 4:37 (Robbie Williams, Stephen Duffy)
11. Make Me Pure (Radio Edit) – 3:49 (Robbie Williams, Stephen Duffy, Chris Heath)
12. Tripping (Radio Edit) – 4:03 (Robbie Williams, Stephen Duffy)
13. Misunderstood – 4:01 (Robbie Williams, Stephen Duffy)
14. Radio – 3:50 (Robbie Williams, Stephen Duffy)
15. Sexed Up (Radio Mix) – 4:11 (Robbie Williams, Guy Chambers)
16. Something Beautiful (Radio Edit) – 4:01 (Robbie Williams, Guy Chambers)
17. Come Undone (Radio Edit) – 3:55 (Robbie Williams, Kristian Ottestad, Ashley Hamilton, Daniel Pierre)
18. Feel (Single Edit) – 3:42 (Robbie Williams, Guy Chambers)
19. Mr. Bojangles – 3:17 (Jerry Jeff Walker)

Durata totale: 76:29

### CD 2
1. I Will Talk and Hollywood Will Listen – 3:17 (Robbie Williams, Guy Chambers)
2. Somethin' Stupid (feat. Nicole Kidman) – 2:50 (Carson Parks)
3. The Road to Mandalay (Radio Edit) – 3:18 (Robbie Williams, Guy Chambers)
4. Eternity – 4:11 (Robbie Williams, Guy Chambers)
5. Let Love Be Your Energy (Radio Mix) – 4:06 (Robbie Williams, Guy Chambers)
6. Supreme – 4:18 (Robbie Williams, Guy Chambers, Freddie Perren, Dino Fekaris)
7. Kids (Light Years Version feat. Kylie Minogue) – 4:19 (Robbie Williams, Guy Chambers)
8. Rock DJ – 4:18 (Robbie Williams, Guy Chambers, Ken Andrews, Nelson Pigford, Ekundayo Paris)
9. It's Only Us – 2:51 (Robbie Williams, Guy Chambers)
10. She's the One – 4:18 (Karl Wallinger)
11. Strong (Radio Edit) – 4:19 (Robbie Williams, Guy Chambers)
12. No Regrets (Radio Edit) – 4:43 (Robbie Williams, Guy Chambers)
13. Millennium (Radio Edit) – 3:45 (Williams, Chambers, Leslie Bricusse, John Barry)
14. Let Me Entertain You – 4:21 (Robbie Williams, Guy Chambers)
15. Angels – 3:58 (Robbie Williams, Guy Chambers)
16. South of the Border – 3:40 (Robbie Williams, Guy Chambers)
17. Lazy Days – 3:53 (Robbie Williams, Guy Chambers)
18. Old Before I Die – 3:54 (Robbie Williams, Eric Bazilian, Desmond Child)
19. Freedom – 4:20 (George Michael)
20. Everything Changes (feat. Take That) – 3:34 (Barlow, Mike Ward, Eliot Kennedy, Cary Baylis)

Durata totale: 78:13

### CD 3 (solamente nellaDeluxe Edition)
B-side e rarità
1. Often – 2:46 (Gary Nuttall) – B-side di Kids
2. Karaoke Star – 4:07 (Robbie Williams, Guy Chambers) – B-side di Kids
3. Toxic – 3:48 (Robbie Williams, Guy Chambers) – B-side di Eternity/The Road to Mandalay
4. My Culture (feat. 1 Giant Leap & Maxi Jazz) – 3:41 (Robbie Williams, Maxi Jazz, Jamie Catto, Duncan Bridgeman, Nigel Butler)
5. Nobody Someday – 2:53 (Robbie Williams, Guy Chambers) – B-side di Feel
6. Get a Little High – 3:56 (Robbie Williams, B. Ottestad) – B-Side di Sexed Up
7. One Fine Day – 1:56 (Robbie Williams) – B-side di Come Undone
8. Coffee, Tea and Sympathy – 4:35 (Robbie Williams, Billy Morrison, Glen Ballard) – B-Side di Something Beautiful
9. Do Me Now – 3:17 (Robbie Williams, Boots Ottestad, Billy Morrison) – B-side di Misunderstood
10. The Postcard – 3:02 (Stepfen Duffy) – B-side di Misunderstood
11. Meet the Stars – 4:27 (Robbie Williams, Stephen Duffy) – B-Side di Tripping
12. Don't Stop Talking – 4:52 (Robbie Williams, Stephen Duffy) – Singolo digitale
13. Don't Say No – 4:06 (Robbie Williams, Stephen Duffy) – B-side di Advertising Space
14. Lonestar Rising – 3:52 (Robbie Williams, Danny Spencer, Kelvin Andrews) – B-side di Rudebox
15. Lola – 4:12 (Ray Davies) – Registrata nel 2007 per celebrare il 40º compleanno della BBC Radio 1
16. The Only One I Know – 3:57 (John Baker, Martin Blunt, Jon Brookes, Tim Burgess, Rob Collins) – Canzone dei The Charlatans, reinterpretata da Williams ed inclusa nell'album di Mark Ronson Version
17. Elastik – 4:36 (Danny Spencer, Kelvin Andrews, Richard Scott) – B-side di Morning Sun
18. Long Walk Home – 5:12 (Martin Page) – Inedito

Durata totale: 69:15

### DVD 1
1. Shame (diretto da Vaughan Arnell)
2. Morning Sun (diretto da Vaughan Arnell)
3. You Know Me (diretto da Vaughan Arnell)
4. Bodies (diretto da Vaughan Arnell)
5. She's Madonna (diretto da Johan Renck)
6. Lovelight (diretto da Jake Nava)
7. Rudebox (diretto da Seb Janiak)
8. Sin Sin Sin (diretto da Vaughan Arnell)
9. Advertising Space (diretto da Johan Renck)
10. Make Me Pure (diretto da Johan Renck)
11. Tripping (diretto da Russell Thomas)
12. Misunderstood (diretto da Julian Gibbs)
13. Radio (diretto da Vaughan Arnell)
14. Sexed Up (diretto da Jonas Åkerlund)
15. Something Beautiful (diretto da James Tonkin)
16. Come Undone (diretto da Jonas Åkerlund)
17. Feel (diretto da Vaughan Arnell)
18. Mr Bojangles (diretto da Hamish Hamilton)

### DVD 2
1. I Will Talk and Hollywood Will Listen (diretto da Hamish Hamilton)
2. Somethin' Stupid (diretto da Vaughan Arnell)
3. The Road To Mandalay (diretto da Vaughan Arnell)
4. Eternity (diretto da Vaughan Arnell)
5. Let Love Be Your Energy (diretto da Olly Reid)
6. Supreme (diretto da Vaughan Arnell)
7. Kids (diretto da Simon Hilton)
8. Rock DJ (diretto da Vaughan Arnell)
9. It's Only Us (diretto da Simon Hilton)
10. She's The One (diretto da Dom and Nic)
11. Strong (diretto da Simon Hilton)
12. No Regrets (diretto da Pedro Romhanyi)
13. Millennium (diretto da Vaughan Arnell)
14. Let Me Entertain You (diretto da Vaughan Arnell)
15. Angels (diretto da Vaughan Arnell)
16. South Of The Border (diretto da Thomas Q Napper)
17. Lazy Days (diretto da Thomas Q Napper)
18. Old Before I Die (diretto da David Mould)
19. Freedom (diretto da Hammer and Tongs)
20. Everything Changes (Take That) (diretto da Gregg Masuak)

### DVD 3: Live at Velodrom, Berlin in 2005 (solo nellaUltimate edition)
1. Ghosts
2. Feel
3. A Place to Crash
4. Supreme
5. The Trouble With Me
6. Advertising Space
7. Spread Your Wings
8. Angels
9. Millennium
10. Come Undone
11. Sin Sin Sin
12. Tripping
13. No Regrets
14. Rock DJ
15. Make Me Pure

## Classifiche
| Classifica (2010)     | Posizione massima |
| --------------------- | ----------------- |
| Australia             | 3                 |
| Austria               | 1                 |
| Belgio (Fiandre)      | 4                 |
| Belgio (Vallonia)     | 2                 |
| Danimarca             | 4                 |
| Germania              | 1                 |
| Irlanda               | 2                 |
| Nuova Zelanda         | 17                |
| Italia                | 3                 |
| Paesi Bassi           | 3                 |
| Polonia               | 18                |
| Spagna                | 3                 |
| Svezia                | 4                 |
| Svizzera              | 4                 |
| Official Albums Chart | 1                 |